# Beta Lyrae
Beta Lyrae, med egennamnet Sheliak, är prototyp-stjärnan för förmörkelsevariabler av Beta Lyrae-typ och belägen i stjärnbilden Lyran. 
Stjärnan varierar mellan visuell magnitud 3,30 och 4,35 med en period av 12,94061713 dygn.

## Nomenklatur
Traditionella namn som har tillskrivits Beta Lyrae är Sheliak, "Shelyak och Shiliak, som alla kommer från det arabiska الشلياق šiliyāq eller Al Shilyāk, ett av den islamiska astronomins namn på stjärnbilden Lyran. År 2016 organiserade Internationella astronomiska unionen en arbetsgrupp för stjärnnamn (WGSN) med uppgift att katalogisera och standardisera riktiga namn för stjärnor. WGSN fastställde namnet Sheliak för Beta Lyrae den 21 augusti 2016, nu infört i IAU:s Catalog of Star Names.

## Ljusvariationer
Att stjärnan var variabel upptäcktes 1784 av den brittiske amatörastronomen John Goodricke. Orbitalplanet för stjärnsystemet ligger i synlinjen från jorden, varför de båda komponenterna förmörkar varandra med jämna mellanrum, på en period av 12,94061713 dygn. Komponenterna ligger så tätt samman att de inte kan åtskiljas med teleskop. Med hjälp av CHARA-interferometern och MIRC kunde primärkomponenten och ackretionsskivan av sekundärkomponenten skiljas åt 2008.  Förutom de regelbundna förmörkelserna visar systemet också mindre och långsammare variationer i ljusstyrka. Dessa tror forskarna beror på förändringar i ackretionsskivan. Variationerna är halvregelbundna och har preliminärt bestämts till ungefär 282 dygn.